# Politični zapornik
Politični zapornik je oseba, ki jo zaprejo zaradi nasprotovanja ali kritiziranja odgovorne oblasti.
Ta izraz uporabljajo osebe ali skupine oseb, ki dvomijo v legitimnost pripora zapornika. Podporniki tega termina definirajo političnega zapornika kot nekoga, ki je zaprt zaradi sodelovanja v politični dejavnosti. Če politična žalitev ni bila razlog za pripor, potem izraz namiguje, da je bila oseba priprta zaradi politike. 

## Različne definicije
Nekateri razumejo izraz politični zapornik ozko in ga enačijo z izrazom zapornik vesti.

### Amnesty International
Amnesty International se trudi osvoboditi zapornike vesti, ki so politični zaporniki kot tiste, ki so zaprti zaradi svojih verskih in filozofskih prepričanj. Politika podjetja je, da se zavzamejo samo za tiste zapornike, ki niso storili kaznivega dejanja ali le tega niso spodbujali. Torej so tudi politični zaporniki, ki ne ustrezajo temu ozkemu kriteriju in organizacija definira razliko na naslednji način::
Amnesty International uporablja izraz “politični zapornik” široko. Izraz politični zapornik  ne namiguje, da imajo ti zaporniki poseben status, ali da bi morali biti izpuščeni. Izraz uporablja, da definira kategorijo zapornikov, za katere  Amnesty International zahteva pravično in hitro sojenje.
Uporaba izraza za Amnesty International pomeni vsakega zapornika, čigar primer vsebuje pomemben politični element: povod za zapornikova dejanja, sama dejanja ali povod oblasti.
Izraz “politični” se v Amnesty International uporablja za to, kar se nanaša na vidike človeških odnosov glede na “politiko”: mehanizmi družbe, načela, organizacija ali vedenje vladnih ali javnih zadev; in na odnos vsega tega glede vprašanj jezika, etničnega izvora, spola ali religije, statusa ali vpliva (med drugimi dejavniki).
Kategorija političnih zapornikov sprejema kategorijo zapornikov vesti, edinih zapornikov, za katere Amnesty International zahteva takojšnjo in brezpogojno izpustitev, kot za ljudi, ki se zatečejo h kriminalnemu dejanju zaradi političnih motivov.
Nekaj primerov uporabe izraza političnih zapornikov, kot ga definirajo v Amnesty International:
•	Oseba obtožena ali obsojena navadnega zločina zaradi političnih razlogov, kot na primer umor ali rop , ki podpirata cilje opozicijske skupine;
•	Oseba obtožena ali obsojena navadnega zločina storjenega v političnem kontekstu, kot na primer demonstracije sindikata 
•	Član ali osumljeni član oborožene opozicije, ki je bil obsojen izdaje ali subverzije.
Vlade pogosto izjavijo, da nimajo političnih zapornikov, samo zapornike normalnega kriminalnega prava. Kljub temu Amnesty International obravnava  primere naštete zgoraj kot “politične” in uporablja izraz “politično sojenje” in “politično ujetništvo”. A s tem Amnesty International ne nasprotuje ujetništvu, razen v primerih, ko gre za zapornika vesti ali obsoja sojenje, razen v primerih, kjer se izkaže, da je bilo nepravično.

### Parlamentarno združenje Sveta Evrope
Parlamentarno združenje Sveta Evrope ima bolj ozko definicijo:
Človek, ki mu je bila odvzeta osebna svoboda  je “politični zapornik”:
a.	Če je bil pripor odrejen v nasprotju z osnovnimi zagotovitvami v Evropski konvenciji o človekovih pravicah in njegovim protokolom, posebno svobodo misli, vesti in vere, svobodo izražanja in informacij, svobodo druženja in povezovanja 
b.	če je bil pripor odrejen iz čisto političnih razlogov brez povezave s kaznivim dejanjem
c.	če  iz političnih razlogov, dolžina pripora ali njegovi pogoji niso v skladu s kaznivim dejanjem za katerega je osumljen ali obtožen 
d.	če je iz političnih razlogov oseba zadržana na diskriminatoren način v primerjavi z drugimi osebami 
e.	če je pripor posledica sodnega postopka, ki je bil očitno nepravičen in je povezan s političnimi motivi oblasti.